# Harthof (Burghaslach)
Harthof (fränkisch: Di Hoad) ist ein Gemeindeteil des Marktes Burghaslach im Landkreis Neustadt an der Aisch-Bad Windsheim (Mittelfranken, Bayern). Harthof liegt teils in der Gemarkung Seitenbuch, teils in der Gemarkung Markt Taschendorf.

## Lage
Der Weiler liegt auf einer Anhöhe des Steigerwaldes in einer Waldlichtung. Eine Gemeindeverbindungsstraße führt nach Burghaslach zur Staatsstraße 2256 (2,8 km östlich) bzw. zur Kreisstraße NEA 7 (0,7 km westlich). Eine weitere Gemeindeverbindungsstraße führt nach Unterrimbach zur Staatsstraße 2261 (1,1 km nördlich).

## Geschichte
1258 wurde im Zusammenhang mit der Teilung der Grafschaft Castell eine „silva Hart“ (= Wald Hart) erwähnt, im Grunde genommen eine Doppelung, weil das mittelhochdeutsche Wort ‚hart‘ ebenfalls Wald bedeutet. 1723 wurde ein dort befindliches „Förstershaus“ erwähnt, das 1790 erstmals als „Harthof“ bezeichnet wurde.
Mit dem Gemeindeedikt (frühes 19. Jahrhundert) wurde Harthof dem Steuerdistrikt Burghaslach und der Ruralgemeinde Buchbach zugeordnet. Spätestens 1837 erfolgte die Umgemeindung nach Fürstenforst, vor 1877 eine weitere Umgemeindung nach Kirchrimbach. Im Rahmen der Gebietsreform in Bayern wurde Harthof am 1. Januar 1972 nach Burghaslach eingegliedert.

### Ehemaliges Baudenkmal
- Erdgeschossiges unterkellertes Wohnstallhaus von drei zu fünf Achsen, im Türsturz des Wohnteils datiert „1835“ (undeutlich). Verputzte Bruchsteinmauern mit verzahnten Eckquadern. Angeblich Ziegelfund aus dem 17. Jahrhundert.[12]

### Einwohnerentwicklung
| Jahr      | 001818 | 001836 | 001840 | 001861 | 001871 | 001885 | 001900 | 001925 | 001950 | 001961 | 001970 | 001987 |
| Einwohner | 17     | 20     | 26     | 19     | 14     | 16     | 16     | 12     | 13     | 13     | 13     | 10     |
| Häuser    | 2      | 2      | 1      |        |        | 2      | 2      | 2      | 2      | 2      |        | 3      |
| Quelle    | [ 7 ]  | [ 9 ]  | [ 14 ] | [ 15 ] | [ 10 ] | [ 16 ] | [ 17 ] | [ 18 ] | [ 19 ] | [ 20 ] | [ 21 ] | [ 1 ]  |

## Religion
Harthof ist evangelisch-lutherisch geprägt und nach St. Mauritius (Kirchrimbach) gepfarrt.